# Tadeusz Mikulski
Tadeusz Mikulski (ur. 17 stycznia 1909 w Chobotowie, obwód tambowski w Rosji, zm. 26 sierpnia 1958 we Wrocławiu) – polski historyk literatury, śląskoznawca, eseista, profesor Uniwersytetu Wrocławskiego.

## Życiorys
Urodził się w rodzinie Stefana i Emilii z domu Peche. W 1920 przyjechał do Polski. Uczył się w toruńskim gimnazjum. Publikował w prasie już od roku 1926, w wieku 17 lat. Od roku 1927 studiował na Wydziale Polonistyki Uniwersytetu Warszawskiego, następnie, od 1929 na Uniwersytecie Jagiellońskim, pod opieką Ignacego Chrzanowskiego, gdzie w 1932 uzyskał stopień doktora filozofii. W latach 1932–1936 pracował w dziale starych druków Biblioteki Narodowej. Od 1936 był asystentem Juliana Krzyżanowskiego na Uniwersytecie Warszawskim. W latach 1937–1938 wyjechał na stypendium naukowe do Paryża.
Uczestnik kampanii wrześniowej 1939, a także obrony Warszawy. Podczas okupacji niemieckiej brał udział w tajnych kompletach. Walczył w powstaniu warszawskim (podporucznik AK pseudonim „Krasicki”). Po powstaniu dostał się do niewoli niemieckiej (nr jeniecki 101565).
Od 20 listopada 1945 pracował na Uniwersytecie Wrocławskim, w 1946 został habilitowany, w 1947 nadano mu tytuł profesora tejże uczelni. Jest współzałożycielem Instytutu Badań Literackich Polskiej Akademii Nauk. Od 1953 był redaktorem naczelnym „Pamiętnika Literackiego”. W latach 1947–1952 był jednym z redaktorów „Zeszytów Wrocławskich”.

Zmarł we Wrocławiu, pochowany na cmentarzu św. Wawrzyńca.

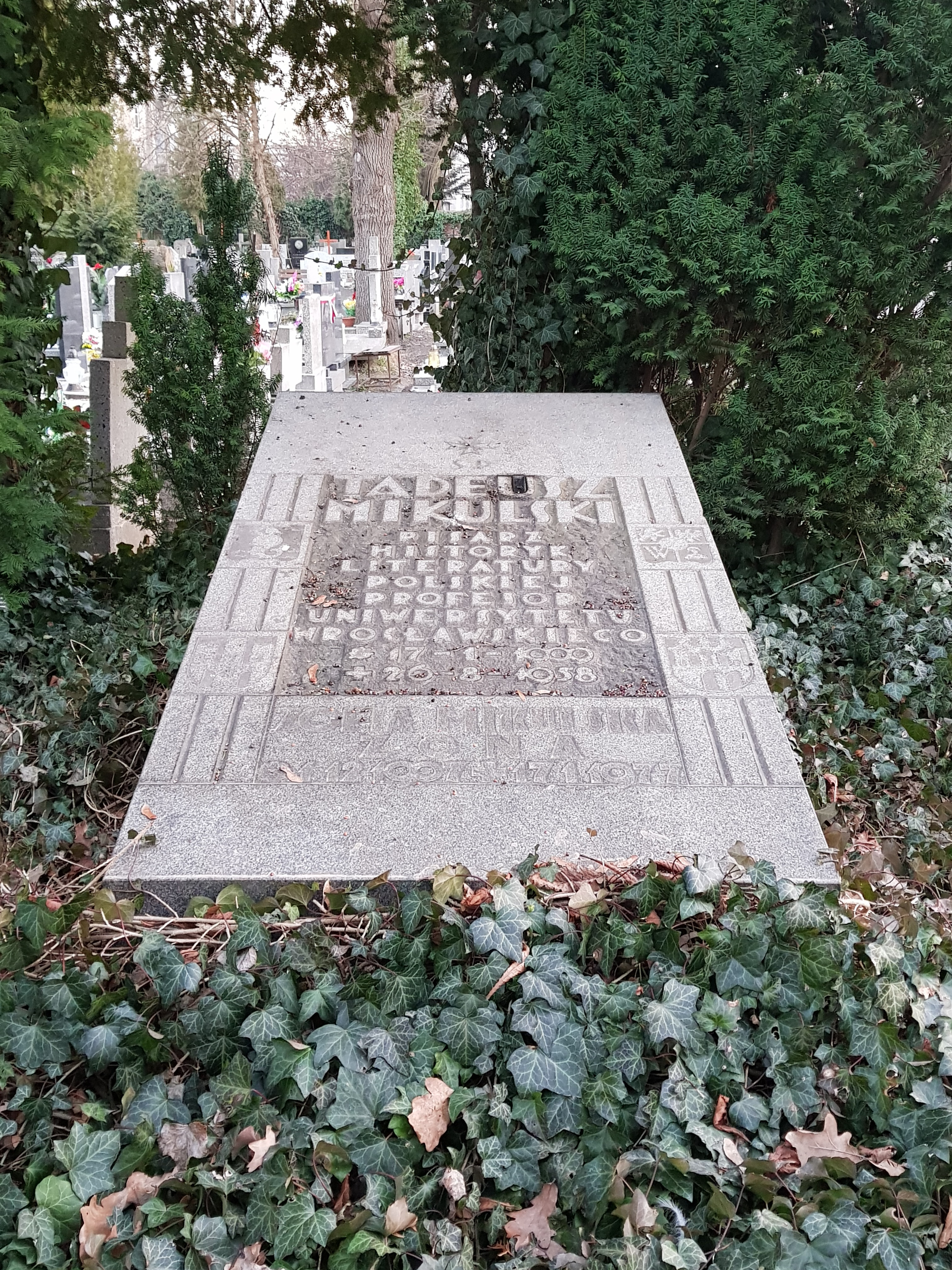
Grób Tadeusza Mikulskiego na cmentarzu św. Wawrzyńca we Wrocławiu

## Wybrane publikacje
- 1950 – Spotkania wrocławskie
- 1956 – Ze studiów nad oświeceniem
- 1960 – W kręgu oświeconych
- 1961 – Temat Wrocław
- 1964 – Rzeczy staropolskie
- 1976 – Miniatury krytyczne

## Ordery i odznaczenia
- Krzyż Oficerski Orderu Odrodzenia Polski (28 września 1954)[4]
- Krzyż Kawalerski Orderu Odrodzenia Polski (22 lipca 1951)[5]
- Medal 10-lecia Polski Ludowej (14 stycznia 1955)[6]

## Nagrody
- Nagroda miasta Wrocławia (1948)
- Nagroda naukowa II stopnia (1951)
- Nagroda Państwowa II stopnia  za całość pracy naukowej w minionym dziesięcioleciu, dotyczącej kultury polskiego Oświecenia (1955)[7]

## Upamiętnienie
W 1959 ufundowano nagrodę naukową im. Tadeusza Mikulskiego, przyznawaną przez Komitet Nauk o Literaturze Polskiej PAN.
Doceniając zasługi profesora Tadeusza Mikulskiego dla Wrocławia, nazwano jego imieniem ulicę na Oporowie, przy której mieszkał, jak i salę czytelnianą Zakładu Historii Literatury Uniwersytetu Wrocławskiego. 1 października 1966 roku imieniem Tadeusza Mikulskiego została nazwana Wojewódzka i Miejska Biblioteka Publiczna we Wrocławiu.